# Jakob Zwinger
Pour les articles homonymes, voir Zwinger (homonymie).
Jakob Zwinger, médecin et philologue suisse, fils de Theodor Zwinger (dit l'Ancien), est né à Bâle le 15 août 1569. 

## Biographie
Zwinger est baptisé par Pierre de La Ramée. A seize ans, il a terminé ses études académiques. Son père l'envoie Padoue, où, lui-même, il avait étudié la médecine. Il y suit les cours, entre autres, de Jacopo Zabarella, d'Alexandre Piccolomini, de Fabrizio d'Acquapendente. Ses cours terminés, Jakob visite l'Italie et l'Allemagne, s'arrêtant dans toutes les villes où il espère trouver de nouveaux moyens d'instruction, et, après une absence de huit années, revient à Bâle en 1593. 
Atteint d'une maladie contagieuse contractée au service des malades, il meurt quelques heures après sa femme, le 11 septembre 1610, à l'âge de 41 ans, laissant trois filles et trois fils, dont l'aîné, Theodor Zwinger, s'est fait un nom comme théologien. Guillaume Arragos (1513–1610), médecin de Toulouse, retiré depuis quelque temps à Bâle pour cause de religion, était mort le 12 mai de la même année, instituant Jakob Zwinger son héritier universel. 
Zwinger « était un homme d'un goût très épuré et d'un grand esprit ».

## Œuvres
Outre des thèses et des éditions de divers ouvrages de son père, entre autres du Theatrum vitæ humanæ et de la Physiologia medica, on lui doit : 
- Græcarum dialecticarum hypotyposis, en supplément du Lexicon graecolatinum novum de Joannes Scapula, dans les éditions de 1600[réf. nécessaire] et les suivantes ;Une hypotypose est une « figure de style consistant à décrire une scène de manière si frappante qu'on croit la vivre ».En ligne, l'édition de 1605.
- Vita Luciani, Bâle, in-8 ;
- Principiorum chymicorum examen ad generalem Hippocratis, Galeni, cæterorumque Græcorum et Arabum consensum institutum, Bâle, 1606[2], in-8.« Quoique défenseur des médicaments chimiques, il méprisait la théorie de Paracelse ».
- Quelques observations dans le Recueil de Guili, Fabrice Hildan, et dans la Cista medica de Jean Hornung.

### Listes d’œuvres
- (la) J. W. Herzog, « Jacobus Zuinger », dans Athenæ rauricæ, 1778, p. 362